# 張文鎬
張文鎬（15世紀—16世紀），字士宗，號梧岡，福建興化府仙遊縣人，明朝政治人物。

## 生平
張文鎬年少聰穎，是正德十四年（1519年）己卯科福建鄉試第十名舉人，嘉靖五年（1526年）丙戌科進士，都察院觀政，因父親去世回鄉，服闋後赴部謁選，路途中於蘇州去世，著有《梧岡集》。

## 家族
祖父张炯，號水月。父张基，字惟正，號南坡。

## 引用
1. 1 2  同治《仙遊縣志·卷三十九·人物志七》：張炫，字淑昭，成化二十二年舉人……從孫文鎬，字士宗，惟正子，少穎敏，嘉靖五年進士，觀都察院政，丁外艱歸里，服闋赴部，卒於蘇州，著有《梧岡集》。
2. ↑  同治《仙遊縣志·卷二十九·選舉志一》：進士……明……張文鎬 附從祖炫傳……俱嘉靖五年丙戌龔用卿榜……舉人 明……張文鎬 第十人，字士宗，炫姪孫，丙戌進士，正德十四年己卯陳公陞榜